# Траутфеттер, Рудольф Эрнестович
Рудо́льф Эрне́стович (Эрнст Рудольф) Траутфе́ттер, с 1825 года — фон Траутфеттер (нем. Rudolf Trautvetter; 8 [20] февраля 1809, Митава — 12 [24] января 1889, Санкт-Петербург) — российский ботаник и натуралист, знаток русской флоры, ординарный профессор, декан физико-математического факультета и ректор Императорского университета Св. Владимира. Тайный советник.

## Биография
Родился 8 февраля 1809 года.
Поступив в 1825 году на медицинский факультет Дерптского университета, он перешёл потом на отделение физико-математических наук философского факультета, где до 1831 года занимался специально ботаникой под руководством К. Х. Ледебура; в 1829 году был награждён золотой медалью за рассуждение на заданную тему по ботанике.
Удостоен в 1833 году Дерптским университетом степени кандидата, в 1835 году — Кёнигсбергским университетом степени доктора философии, в 1839 году университетом Святого Владимира в Киеве — степени доктора естественных наук.
В 1833 году Траутфеттер был назначен на должность помощника директора Дерптского университетского ботанического сада, в 1834 году, после публичной защиты диссертации, он был определён доцентом в Дерптском университете по предмету ботаники.
В 1835 году перешёл на должность младшего помощника директора Императорского Ботанического сада в Санкт-Петербурге (Ф. Б. Фишера).
В 1838 году переехал в Киев, где был сначала исправляющим должность ординарного профессора ботаники в Киевском университете, а в 1839 году был утверждён в должности ординарного профессора. Также с 1838 по 1847 годы Траутфеттер заведовал ботаническим садом этого университета, находившимся тогда в городе Кременце Волынской губернии; с 1841 года работал над организацией нового университетского ботанического сада в Киеве, которым и руководил до 1852 года; имел в своём ведении гербарий университета (1838—1852), кабинеты агрономический и механической школы (1839—1843) и минералогический кабинет (1842—1846).
Состоял деканом физико-математического факультета в 1841 году и с 1843 по 1847 год и вице-председателем комиссии, Высочайше учреждённой для описания губерний Киевского учебного округа с 1851 по 1859 год. Притом, Траутфеттер читал в университете с 1842 по 1845 год также лекции по минералогии и геологии.
В 1847 году, по избранию совета, Траутфеттер был назначен ректором на 4 года, но, ещё до истечения сего срока, по случаю введения нового порядка назначения ректоров, Высочайше был определён в 1850 году ректором с увольнением от должности профессора. При выходе в отставку в 1859 году он был удостоен звания почётного члена университета Святого Владимира.
В 1860 году Траутфеттер занял место директора Горы-Горецкого земледельческого института.
Вскоре после поступления Императорского Санкт-Петербургского ботанического сада в ведение министерства государственных имуществ управление им было временно поручено Траутфеттеру, утверждённому в 1864 году в звании заведующего садом, а в 1866 году, согласно положению нового штата ботанического сада, директором; последнюю должность Траутфеттер занимал до 1875 года, когда в связи с расстроенным здоровьем по личному прошению был уволен в отставку в чине тайного советника; место его занял главный ботаник сада Э. Л. Регель.
Умер 12 (24) января 1889 года.
Обширный гербарий Траутфеттера хранится в Императорском ботаническом саду, а частью («Herbarium universale» — 3377 видов в 30 папках) в Санкт-Петербургской лесотехнической академии.
Императорская Академия наук, избрав Траутфеттера в свои члены-корреспонденты ещё в 1837 году, присудила ему в 1885 году почётную Золотую медаль Бэра за его исследования по русской флоре, а Императорский ботанический сад принял его в 1875 году в число своих почётных членов.
Награждён орденами Св. Станислава и Св. Анны 1-х степеней, Св. Владимира 3-й степени.

## Растения, описанные Траутфеттером

### Роды
- Acelidanthus Trautv. & C.A.Mey. in Middend.
- Faldermannia Trautv.
- Microselinum Andrz. ex Trautv.
- Thuiaecarpus Trautv.
- Trigonocaryum Trautv.
- Diptychocarpus Trautv.

### Виды
Список видов растений, описанных Траутфеттером, смотри на International Plant Names Index.

## Названы в честь Траутфеттера
- Род Траутфеттерия (Trautvetteria Fisch. et C.A.Mey.)
- Список видов растений, названных в честь Траутфеттера, смотри на International Plant Names Index.
- Река Траутфеттер, правый приток Нижней Таймыры.

## Основные печатные труды
Число его работ (1830—1888) простирается до 80. Все они касаются почти исключительно флоры России, всех её областей. Частью это — монографии отдельных групп растений русской флоры, например, ив, колокольчиковых и других, частью — обработка коллекций Миддендорфа, Шренка, Радде, Беккера, Чекановского и других.
Большинство работ Траутфеттера напечатано в «Мемуарах» и «Бюллетенях» Императорской Академии наук, в «Бюллетенях» Императорского Московского общества испытателей природы и в «Трудах» Императорского ботанического сада.
- Grundriß einer Geschichte der Botanik in Bezug auf Rußland, 1837
- Plantarum imagines et descriptiones floram rossicam illustrantes, 1844—1847 — восемь выпусков с 40 таблицами рисунков растений русской флоры
- Reise in den äußersten Norden und Osten Sibiriens während der Jahres 1843 und 1844, Вторая часть первого тома, 1847 — совместно с Карлом Мейером
- Императорский С.-Петербургский Ботанический Сад в 1870 году // Тр. Имп. С.-Петерб. бот. сада. — 1871—1872. — Т. I, вып. I. — С. 7—12.
- Observationes in plantas a Dre. G. Radde Anno 1870 in Turcomania et Transcaucasia lectas, nec non in alias quasdam (лат.) // Тр. Имп. С.-Петерб. бот. сада. — 1871—1872. — Vol. I, fasc. I. — P. 15—34.
- Conspectus Florae Insularum Nowaja-Semlja (лат.) // Тр. Имп. С.-Петерб. бот. сада. — 1871—1872. — Vol. I, fasc. I. — P. 45—88.
- Catalogus plantarum anno 1870 ab Alexio Lomonossowio in Mongolia orientali lectorum (лат.) // Тр. Имп. С.-Петерб. бот. сада. — 1872. — Vol. I, fasc. II. — P. 167—195.
- Императорский С.-Петербургский Ботанический Сад в 1871 году // Тр. Имп. С.-Петерб. бот. сада. — 1872. — Т. I, вып. II. — С. 258—265.
- Plantae a capit. Maloma annis 1870 et 1871 in Turcomania collectae (лат.) // Тр. Имп. С.-Петерб. бот. сада. — 1872. — Vol. I, fasc. II. — P. 269—282.
- Florae Rossicae fontes // Тр. Имп. С.-Петерб. бот. сада. — 1880. — Т. VII — подробный библиографический указатель всех статей, касающихся флоры России
- Incrementa florae phaenogamae Rossicae // Тр. Имп. С.-Петерб. бот. сада. — 1883—1884. — Т. VIII и IX, — указатель растений, найденных в России после выхода «Flora Rossica» Ледебура.